# Kritiskt 40-tal
Kritiskt 40-tal är en antologi med essäer och artiklar utgiven 1948. Redaktörer var Werner Aspenström och Karl Vennberg.
Den utgör ett representativt urval av fyrtiotalismens litteratur- och kulturdebatt. Flera av artiklarna publicerades ursprungligen i tidskriften 40-tal.

## Ur innehållet
- Lars Ahlin – Om ordkonstens kris
- Sven Alfons – Lyrisk modernism
- Sivar Arnér – Författaren och friheten
- Werner Aspenström – Myten om människan
- Stig Dagerman – Diktaren och samvetet
- Lennart Göthberg – På väg mot en ny klassicism?
- Erik Lindegren – Tal i egen sak
- Ragnar Thoursie – Kravet på klarhet
- Karl-Gunnar Wall – Mannen utan väg
- Karl Vennberg – Franz Kafka